# ملكيانية

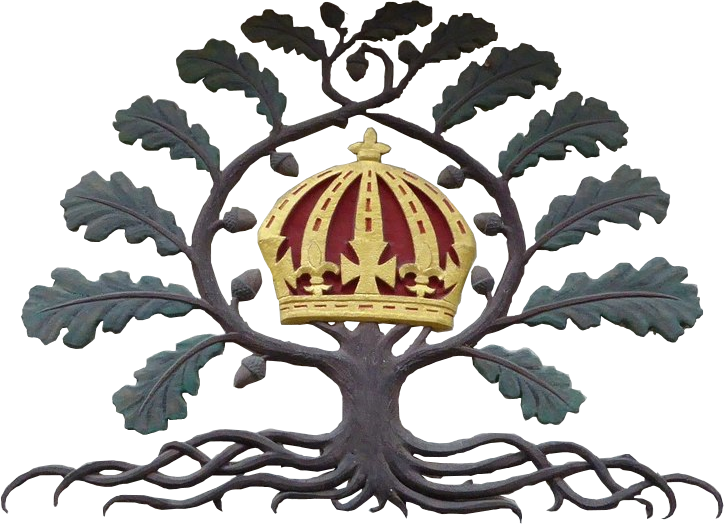

الملكيّانية (بالإنجليزية: Monarchism)‏ هي مناصرة النظام أو الحكم الملكي. الملكيّاني (بالإنجليزية: Monarchist)‏ هو الفرد الذي يدعم هذا الشكل من الحكومة بشكل مستقل عن أي ملك معين، في حين أن الشخص الذي يدعم ملكا معينًا يسمى ملكي (بالإنجليزية: Royalist)‏. شكل الحكومة المقابل للملكية هو الجمهورية، يشار إلى معارضة الحكم الملكي بالنزعة الجمهوريانية.